# نیویگو (میشیگان)
نیویگو، میشیگان (به انگلیسی: Newaygo, Michigan) یک شهر در ایالات متحده آمریکا با جمعیت ۱٬۹۷۶ نفر است که در میشیگان واقع شده‌است.

## موقعیت جغرافیایی
موقعیت جغرافیایی شهرها و مناطق اطراف به شرح زیر است: